# Ljeskovac
Ljeskovac är en ort i Bosnien och Hercegovina. Den ligger i entiteten Republika Srpska, i den östra delen av landet, 120 km nordost om huvudstaden Sarajevo. Ljeskovac ligger 97 meter över havet och antalet invånare är 1 046.
Terrängen runt Ljeskovac är platt.Närmaste större samhälle är Bijeljina, 5,3 km norr om Ljeskovac.
Trakten runt Ljeskovac består till största delen av jordbruksmark. Runt Ljeskovac är det ganska tätbefolkat, med 96 invånare per kvadratkilometer.